# 脳テレ〜あたまの取扱説明書（トリセツ）〜
『脳テレ〜あたまの取扱説明書（トリセツ）〜』（のうテレ あたまのトリセツ ）は、2008年よりフジテレビ系列（ただしクロスネット局のテレビ大分とテレビ宮崎は除く）で放送された仙台放送制作の特別番組である。

## 概要
脳の老化を予防・回復する方法など、あらゆる角度から脳科学の情報を扱った情報バラエティ番組である。
仙台放送の主催によるプロゴルフツアー大会「JCBクラシック」が2007年で大会が打ち切りになったのに伴い、仙台放送は毎年6月初旬に行われてきたJCBクラシックに代わる全国ネット番組として、2008年から同局制作のミニ番組『川島隆太教授のテレビいきいき脳体操』のスペシャル版としての位置付けで『脳テレ』を新たにスタートさせた。
本番組は宮城県を放送対象とする仙台放送の制作であるが、番組の収録は東京都内にあるレモンスタジオで行われている。

## 出演者

### 第1回
- 2008年6月8日（日曜日）16:05 - 17:20（JST）放送。

司会
- タカアンドトシ（タカはパネリスト、トシは進行）
- 戸部洋子（フジテレビアナウンサー）

特別ゲスト
- 川島隆太（東北大学教授）

パネリスト
- 峰竜太
- 八代英輝
- 磯野貴理
- にしおかすみこ
- 八田亜矢子

ゲスト
- クリス松村

VTR出演
- 池谷幸雄
- 羽生善治
- ほか

### 第2回
- 2009年6月7日（日曜日）16:05 - 17:20（JST）放送。

司会
- タカアンドトシ
- 原英里奈（仙台放送アナウンサー）

特別ゲスト
- 川島隆太（東北大学教授）

パネリスト
- 関根勤
- 西村知美
- 勝俣州和
- マリエ
- 柳原可奈子

VTR出演
- 板東英二
- ノッチ（デンジャラス）
- イシバシハザマ
- 森絵梨佳

### 第3回
- 2010年6月6日（日曜日）16:05 - 17:20（JST）放送。テレビ大分は2010年11月12日（金曜日）14:05 - 15:20放送。

司会
- タカアンドトシ
- 原英里奈（仙台放送アナウンサー）

特別ゲスト
- 川島隆太（東北大学教授）

パネリスト
- 西岡徳馬
- 磯野貴理
- 勝俣州和
- 西川史子
- 中野裕太
- 豊田エリー

VTR出演
- フルーツポンチ
- 上原美優
- 虻川美穂子（北陽）
- 森絵梨佳

### 第4回
2011年10月23日
司会
- タカアンドトシ
- 高島彩

## スタッフ
第3回時点
- ナレーション - 鈴木麻里子、服部潤
- 構成 - 森一盛、コバヤシマナブ、水野圭祐
- リサーチ - 松永郁子
- 技術 - 中市友（共同テレビ）
- TD - 菅野恒雄（共同テレビ）
- CAM - 石井友幸（共同テレビ）
- VE - 小野寺毅（共同テレビ）
- AUD - 村脇昭一（共同テレビ）
- 照明 - 岩村信夫
- 美術 - 木村文洋
- デザイン - 別所晃吉
- 美術進行 - 横守剛
- 大道具製作 - 卜部徹夫
- 大道具操作 - 加藤一
- アクリル装飾 - 松本健
- 電飾 - 島崎真由美
- マルチ - 伊藤拓也
- タイトル - 原野真理子
- CG - PDトウキョウ
- ロケ技術 - 共同テレビ映像取材部
- 編集 - 岡本広、久世圭子
- MA - 内田昭弘
- オフライン - 平原賢志
- 音響効果 - 山口晃司
- TK - 本田悦子
- 編成 - 氏家裕介・後藤誠市・田村信也・大山吉剛（仙台放送）
- 広報 - 加藤康大・水上明子（仙台放送）
- AP - 石原江里（仙台放送）
- 渉外 - 本田大輔
- AD - 河合潤、山路竜一、兵藤和広、田中美波
- ディレクター - 瀬戸宏章、舟木隆浩、庄司金之助、吉村慶介
- 総合演出 - 鈴木優（共同テレビ）
- プロデューサー - 太田茂（仙台放送）／吉田岳人・深野和伸・風間清美（共同テレビ）
- 制作統括 - 森本伸雄（仙台放送）
- 制作協力 - 共同テレビジョン
- 制作著作 - 仙台放送

第2回
- ナレーション - 奥田民義、鈴木麻里子

第1回
- ナレーション - 奥田民義、鈴木麻里子